# Eugène Isabey

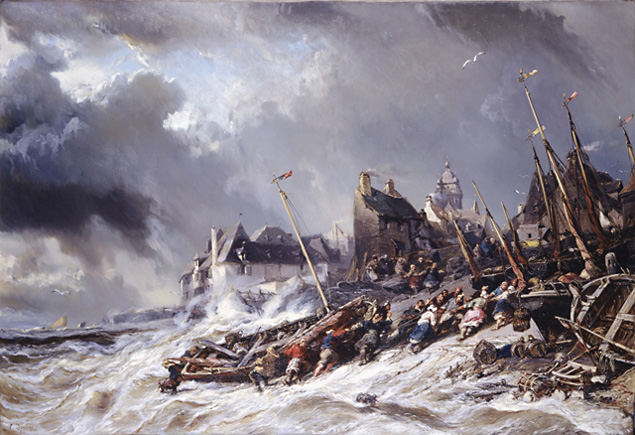
Tempestad frente a Saint-Malo, (1860) Óleo sobre lienzo (107 x 156 cm). Colección privada.

Eugène-Louis-Gabriel Isabey (París, 22 de julio de 1804 - Lagny, 27 de abril de 1886) fue un pintor y litógrafo francés -en un estilo similar al de Bonington-, hijo de Jean-Baptiste Isabey, célebre retratista y miniaturista.
Tras pasar sus años formativos en el Museo del Louvre entre los más prometedores artistas de su época, Eugène Isabey se dedicó a pintar paisajes a la acuarela. En 1820 empezó a viajar, primero a Normandía y después a Bretaña, donde empezó a emplear una técnica más libre de acuarela. En muchas ocasiones volvió a Normandía a pintar escenas marinas y paisajes que le dieron la reputación de maestro del Romanticismo, con pinturas plácidas y dramáticas. 
Isabey también realizó dibujos de otros lugares de Francia para ilustrar relatos de viajes y multitud de dibujos y acuarelas. Acompañó a expedición francesa a Argelia en 1830 como artista oficial. Sin embargo, a su vuelta tuvo dificultades en su venta y decidió cambiar sus objetivos: se decantó por la pintura historicista. La destreza de Isabey para pintar elegantes vestidos y ceremonias elaboradas de siglos anteriores le permitió convertirse en pintor de cámara del rey Luis Felipe I. En sus últimos años, pintó brillantes escenas violentas, de masacres, duelos y robos.
Fue maestro de pintores como Eugène Boudin y Johan Jongkind.

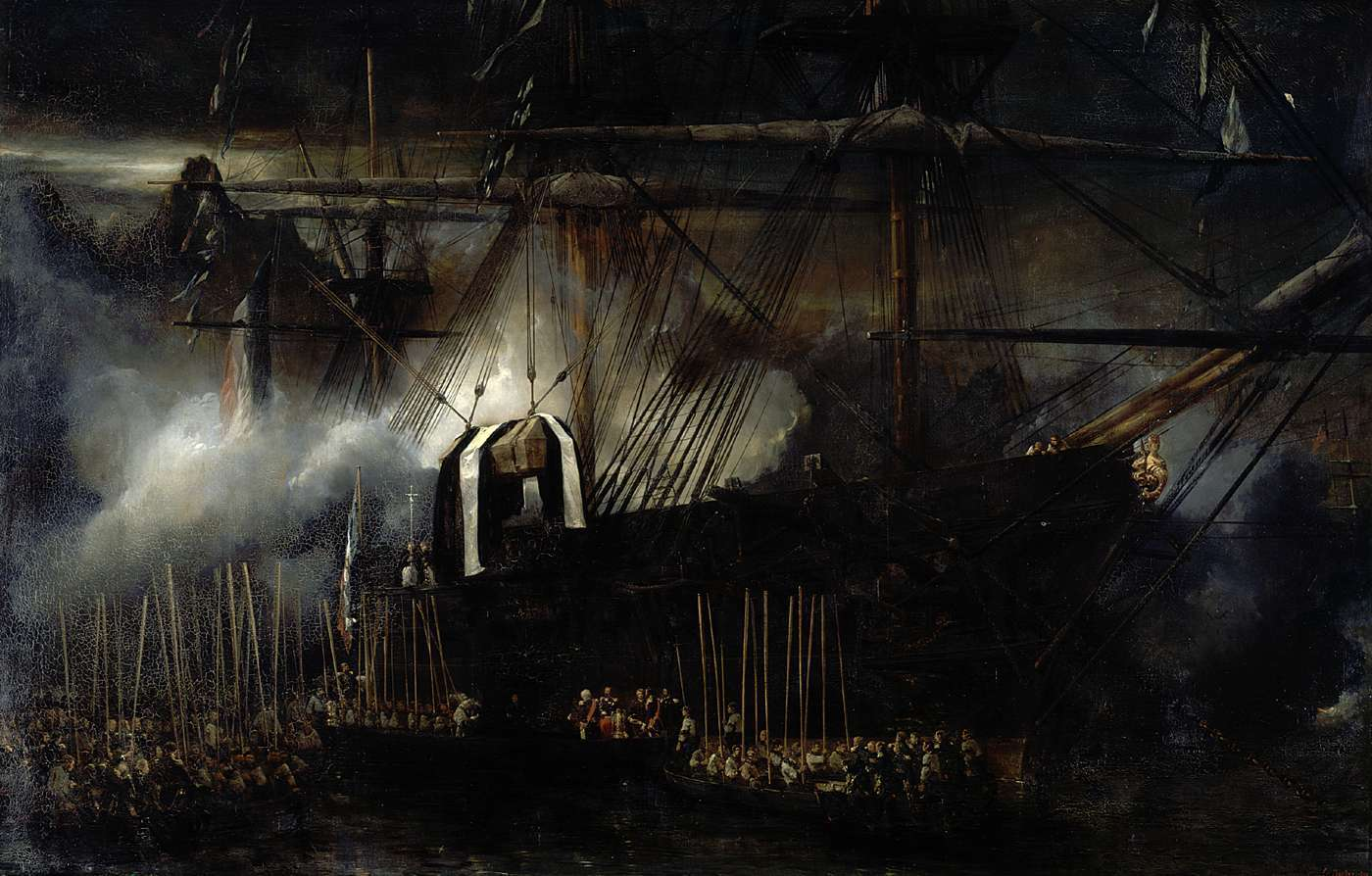
Repatriación de las cenizas de Napoleón a bordo de La Belle Poule, el 15 de octubre de 1840, 1842, Óleo sobre lienzo (369 x 238 cm). Castillo de Versalles.

Entre sus obras, podemos citar: L'Embarquement de Ruyter (El embarco de Ruyter) y William de Witt, y el célebre cuadro realizado con motivo del traslado de las cenizas de Napoleón desde Santa Helena hasta París: Repatriación de las cenizas de Napoleón a bordo de La Belle Poule, el 15 de octubre de 1840.